# 1079

## Esdeveniments
- Omar Khayyam efectua el càlcul més acurat de la durada de l'any amb mitjans antics
- Comtat d'Empúries es trasllada la capital de Sant Martí d'Empúries a Castelló d'Empúries.

## Naixements
- Ar Palez, Bretanya: Pere Abelard, filòsof i escolàstic bretó.
- Guillem II de Cerdanya, comte de Berga i comte de Cerdanya i de Conflent.

## Necrològiques
- 8 de maig, Cracòvia: Estanislau de Cracòvia, bisbe de Cracòvia, sant per l'Església catòlica (n. aprox. 1030).[1]